# قائمة العطل الرسمية في المغرب
أعياد المغرب هو اليوم الذي يدل على احتفالات البلاد. غالبا ما يكون العيد الوطني عطلة رسمية في المغرب.

## العطل الرسمية
توجد في المغرب 13 عطلة رسمية في السنة:
| التاريخ                     | الاسم الرسمي             | الاسم المحلي        | الوصف                                                                             |
| عطل تعتمد التقويم الهجري    |                          |                     |                                                                                   |
| 1 محرم                      | رأس السنة الهجرية        | فاتح محرم           | أول أيام السنة حسب التقويم الهجري (أعياد دينية)                                   |
| 12 ربيع الأول               | عيد المولد النبوي        | عيد المولد          | عيد المولد النبوي (أعياد دينية)                                                   |
| 1 شوال                      | عيد الفطر                | العيد الصغير        | عيد الفطر (أعياد دينية)                                                           |
| 10 ذو الحجة                 | عيد الأضحى               | العيد الكبير        | عيد الأضحى (أعياد دينية)                                                          |
| عطل تعتمد التقويم الميلادي  |                          |                     |                                                                                   |
| 1 يناير                     | رأس السنة الميلادية      | راس العام           | أول أيام السنة حسب التقويم الميلادي (أعياد عالمية)                                |
| 11 يناير                    | تقديم وثيقة الاستقلال    | وثيقة الاستقلال     | ذكرى تقديم الملك محمد الخامس طلب استقلال المغرب عن الحماية سنة 1944 (أعياد وطنية) |
| 1 مايو                      | عيد الشغل                | عيد الشغل           | يوم الاحتفال بالعمل والتضامن مع العمال (أعياد عالمية)                             |
| 30 يوليو                    | عيد العرش                | عيد العرش           | ذكرى تتويج ولي العهد محمد السادس ملكا على المغرب سنة 1999 (أعياد وطنية)           |
| 14 أغسطس                    | استرجاع إقليم وادي الذهب | استرجاع واد الذهب   | ذكرى استرجاع إقليم وادي الذهب 1979 في عهد الملك الحسن الثاني (أعياد وطنية)        |
| 20 أغسطس                    | ثورة الملك والشعب        | ثورة الملك والشعب   | ثورة شعبية ضد الحماية بعد تنحية ونفي الملك محمد الخامس سنة 1953 (أعياد وطنية)     |
| 21 أغسطس                    | عيد الشباب               | عيد الشباب          | ذكرى ميلاد الملك الحالي محمد السادس سنة 1963 (أعياد وطنية)                        |
| 6 نوفمبر                    | ذكرى المسيرة الخضراء     | عيد المسيرة الخضراء | ذكرى المسيرة الشعبية لتحرير الصحراء الغربية سنة 1975 (أعياد وطنية)                |
| 18 نوفمبر                   | عيد الاستقلال            | عيد الاستقلال       | ذكرى إعلان استقلال المغرب عن الحماية سنة 1956 (أعياد وطنية)                       |
| عطل تعتمد التقويم الأمازيغي |                          |                     |                                                                                   |
| 14 يناير                    | رأس السنة الأمازيغية     | إيض يناير           | أول أيام السنة حسب التقويم الفلاحي الأمازيغي (أعياد ثقافية)                       |